# 第321師団
第321師団（だいさんびゃくにじゅういちしだん）は、第二次世界大戦末期に大日本帝国陸軍に属した部隊の一つである。兵団文字符は磯。1945年6月に編成されて伊豆大島の守備にあたり、8月の敗戦で廃止になった。

## 編成と配備
1945年、日本軍は連合軍の日本本土上陸に備えて3度にわたり多数の師団を根こそぎ動員した。その三度目、同年5月23日の軍令陸甲第84号による19個師団その他の編成を、第三次兵備といった。第321師団もその一つで、伊豆大島にあった独立混成第65旅団を基幹として編成された。師団の3つの連隊のうち歩兵第327連隊は独立混成第27連隊を、師団輜重隊は独立自動車第246中隊を、師団野戦病院は独立混成第65旅団野戦病院を、それぞれ改称することで編成した。6月上旬に一応の編成をみた師団は、関東地方の防衛にあたった第12方面軍の直轄となり、大部分の兵力は船で伊豆大島に輸送された。師団司令部は6月10日に大島に上陸し、6月11日から伊豆大島を作戦地域としてその防衛を命じられた。6月26日までに大部分の部隊が輸送された。
伊豆大島には独立歩兵第670大隊、独立重砲兵第6大隊第1中隊、特設水上勤務第105中隊があったが、師団の編成に編合された。このうち独立歩兵第670大隊は、7月10日に独立混成第66旅団の指揮下に入るよう命じられ、三宅島の防衛に転じた。東京湾要塞重砲兵連隊の第3大隊も、師団の指揮下に入れられた。大島の北西には飛行場があり、師団の指揮下にない第71飛行場中隊が配備されていた。
師団の各部隊は、敵の上陸を迎え撃つために島の海岸から斜面の各地に陣地を作った。飛行場がある北西部と、北西部についで傾斜がなだらかな南東部では、8月15日までに完成に近づいたが、その他の場所の陣地構築の進捗は遅れていた。
5月23日に動員を発令したときの定員は11607人、馬匹462頭。8月15日時点で14190人を擁した。

## 戦後
8月15日にポツダム宣言を受諾して、戦争は終わった。第321師団の各部隊は、9月から10月にかけて順次復員していった。10月11日に師団司令部と通信隊が復員して、第321師団の短い歴史は終わった。
師団長の矢崎勘十を第321師団終戦業務処理委員長として、一部人員はなお戦後処理にあたり、兵器を進駐軍に引き渡し、その他物資を主に東京都の大島支庁に払い下げた。

## 師団の構成
- 師団長：矢崎勘十中将（1945年6月1日 - 終戦[11]）
- 参謀長：鵜飼仁大佐（1945年6月1日 - 終戦[12]）

かっこ内は通称号。兵員は、『第12方面軍編制人員表』による計画上の定員で、11607人。砲の数は戦史叢書『本土決戦準備』1の付図第2「大島配備要図」による。
- 第321師団司令部（磯27720、東部第6部隊） - 475人。馬匹27。
  - 歩兵第325連隊（磯27721、東部第83部隊） - 乙。3042人。馬匹104
  - 歩兵第326連隊（磯27722、東部第63部隊） - 乙。3042人。馬匹104
  - 歩兵第327連隊（磯27723、東部第64部隊） - 乙。3042人。馬匹104
  - 第321師団砲兵隊（磯277204、東部第12部隊） - 502人。馬匹79。九四式山砲8門、十糎加農4門。
  - 第321師団工兵隊（磯27725、東部第14部隊） - 乙。800人。馬匹29
  - 第321師団通信隊（磯27726、東部第16部隊） - 乙。280人。馬匹15
  - 第321師団輜重中隊（磯27727、東部第17部隊） - 183人。自動車50
  - 第321師団野戦病院（磯27728、東部第6部隊[14]） - 241人。自動車3
  - 独立歩兵第670大隊 - 878人。
  - 東京湾要塞重砲兵連隊第3大隊 - 二十八糎榴弾砲2門、九六式十五糎加農砲4門、七年式十糎加農4門。
  - 独立重砲兵第6大隊第1中隊[15] - 195人。十五糎榴弾砲4門。
  - 特設水上勤務第105中隊 - 61人。
  - 第5工事隊
  - （迫撃砲第5大隊） - 1465人。馬匹471。12糎迫撃砲18門。

5月23日付の師団編制表には第5工事隊がなく、迫撃砲第5大隊がある。6月11日の指揮発動を記す戦史叢書『本土決戦準備』(1)には迫撃砲第5大隊に触れず、第5工事隊を記す。戦後に作成された『陸軍部隊（主として内地）調査表』には、迫撃砲第5大隊があって第5工事隊がないが、他部隊と異なり迫撃砲第5大隊では復員の年月日が空欄である。